# Corps de garde de Chamars
Pour les articles homonymes, voir Corps de garde (homonymie).
Le corps de garde de Chamars est un ancien corps de garde situé dans le secteur de Chamars, dans le centre historique de Besançon, ville française de la région Bourgogne-Franche-Comté.

## Histoire
Le corps de garde fut construit en 1776 pour contrôler les passages entre Chamars et le centre-ville par la porte ouverte dans le bastion de Chamars qui défendait alors le rempart intérieur.
Ce rempart construit par Vauban à la fin du XVIIe siècle, longeait un bras canalisé du Doubs entre les bastions des moulins de l'Archevêque et de la Ville.

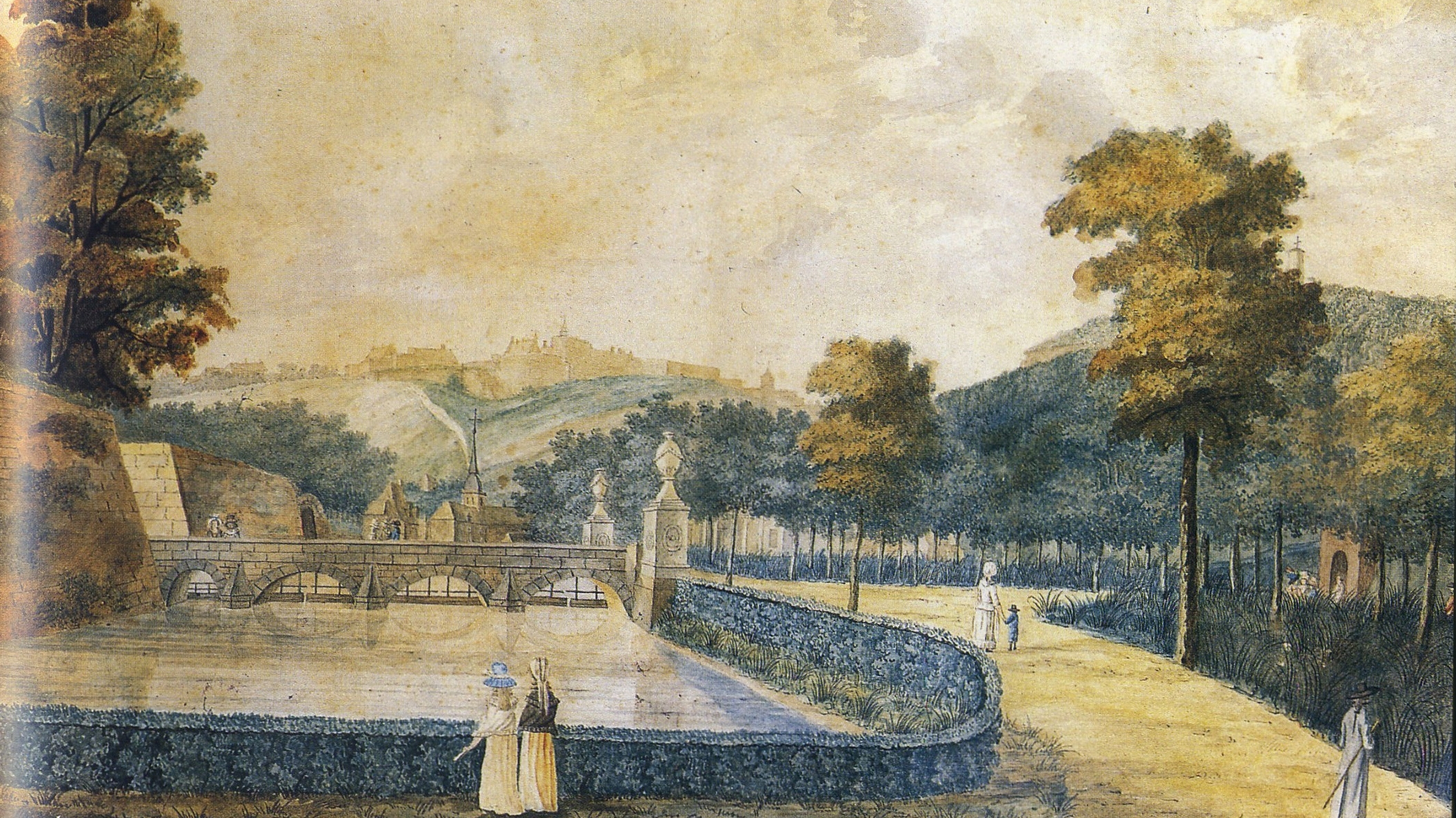
Pont de Chamars (Besançon)

Afin de franchir le bras au niveau de la porte, un pont à trois arches fut construit (1768-69). Sa chaussée comportait une partie en madriers qui pouvait être retirée afin d'interdire le passage en cas de nécessité. C'est ce pont qui fut mis au jour en 2012 lors des travaux de voirie pour le tramway devant de l'hôtel de Police. Deux vases décoratifs dus au sculpteur Jean-Baptiste Boutry ornaient son entrée côté Chamars. Ils ont été conservés et encadrent maintenant l'entrée du parc située près du pont Canot.
Le rempart au pied duquel se situait le corps de garde fut abaissé en 1785 avant d'être dérasé en 1875. Le bras du Doubs a été comblé et le pont recouvert. Seul le corps de garde est demeuré.
Cet édifice est le seul de ce type dans la ville. Il comporte un niveau unique divisé en deux pièces surmontées d'un comble. Une galerie d'où les soldats pouvaient surveiller le site est accolée à sa façade sud.
Classé monument historique  en 1942, avec l'ensemble "Remparts de Vauban (anciens)" le corps de garde n'est plus associé à une porte puisque le rempart intérieur de Chamars, dans lequel s'ouvrait cette porte, a été dérasé.
Le bâtiment en vis-à-vis a été construit postérieurement, par la ville, afin de loger les jardiniers de la promenade Chamars. Après l'abandon de celle-ci à la fin du XIXe siècle, il servit un temps de buvette.